# Plinthanthesis rodwayi
Plinthanthesis rodwayi là một loài thực vật có hoa trong họ Hòa thảo. Loài này được (C.E.Hubb.) S.T.Blake miêu tả khoa học đầu tiên năm 1972.